# Jędrzej Kobylarz
Jędrzej Kobylarz – poseł do Sejmu Krajowego Galicji III kadencji (1870–1876), włościanin z Woli Rusinowskiej.
Wybrany w IV kurii obwodu Rzeszów, z okręgu wyborczego nr 59 Leżajsk-Sokołów-Ulanów.